# Castiglione Chiavarese
Castiglione Chiavarese (en ligur O Castiggion) és un comune italià, situat a la regió de la Ligúria i a la ciutat metropolitana de Gènova. El 2011 tenia 1.616 habitants. Limita amb les comunes de Carro, Casarza Ligure, Deiva Marina, Maissana i Moneglia.

## Geografia
Situat a la vall Petronio, compta amb una superfície de 29,75 km² i les frazioni de Campegli, Casali, Masso, Mereta, Missano, San Pietro Frascati i Velva.